# Bill Mazeroski
William Stanley Mazeroski (Wheeling, 5 settembre 1936) è un giocatore di baseball statunitense che ha giocato nel ruolo di seconda base nella Major League Baseball (MLB). È stato introdotto nella National Baseball Hall of Fame nel 2001.

## Carriera
Mazeroski fu celebre per le sue abilità difensive, vincendo il primo di otto Guanti d'oro nel 1958. In carriera ebbe .983 di fielding percentage, guidando la National League in assistenze nove volte. Detiene ancora il record MLB per il maggior numero di doppi giochi da parte di una seconda base. Lo storico del baseball Bill James ha scritto che "le statistiche difensive di Bill Mazeroski sono probabilmente le più impressionanti di qualsiasi giocatore in ogni ruolo".
Al di là degli exploit difensivi, Mazeroski ebbe diverse stagioni produttive anche in attacco. Il suo anno migliore fu il 1958, quando ebbe una media battuta di .275, batté 19 fuoricampo (un primato personale) e 68 punti battuti a casa. Durante il suo periodo di massima forma (1957–68), batté più punti a casa di qualsiasi altro interno. I numeri di Mazeroski furono limitati dalle lontane tribune del Forbes Field, infatti in carriera segnò il doppio dei fuoricampo in trasferta rispetto a quelli in casa.
Nelle World Series 1960, Mazeroski diede il titolo a Pittsburgh con l'home run vincente in gara 7 contro i New York Yankees nella parte bassa del nono inning. Gli Yankees avevano rimontato due punti impattando la partita sul 9-9 nella parte alta dell'inning. Malgrado la sua reputazione di non essere un buon battitore, Mazeroski aveva battuto un altro fuoricampo, segnando la metà di quelli dei Pirates in sette partite
Mazeroski e Roberto Clemente erano gli ultimi giocatori rimanenti dei Pirates del 1960 che tornarono a vincere le World Series 1971 e persero le National League Championship Series l'anno seguente.

## Palmarès

### Club
- World Series: 2

Pittsburgh Pirates: 1960, 1971

### Individuale
- MLB All-Star: 10

1958–1960², 1962–1964, 1967
- Guanti d'oro: 8

1958, 1960, 1961, 1963–1967
- Numero 9 ritirato dai Pittsburgh Pirates